# Димитър Чобанов (футболист)
 Тази статия е за футболиста.  За скулптора с това име вижте Димитър Чобанов (скулптор).  
Димитър Чобанов е бивш български футболист, защитник.
Роден е на 16 октомври 1971 г. в Пловдив. Играл е за Локомотив (Пловдив), Добруджа, Велбъжд, Монтана, Черноморец, Слънчев бряг, Сокол (Марково), Автобил (Герман) и Ботев (Кричим). Бронзов медалист през 1992 г. с Локомотив (Пд). В А група има 140 мача и 12 гола. За купата на УЕФА e изиграл 4 мача за Локомотив (Пд).

## Статистика по сезони
- Локомотив (Пд) – 1991/92 – А група, 7 мача/1 гол
- Локомотив (Пд) – 1992/93 – А група, 9/1
- Добруджа – 1994/95 – А група, 29/3
- Добруджа – 1995/ес. - А група, 15/2
- Велбъжд – 1996/пр. - А група, 14/0
- Монтана – 1996/97 – А група, 26/1
- Черноморец – 1997/98 – Б група, 23/1
- Черноморец – 1998/99 – Б група, 15/0
- Локомотив (Пд) – 1999/ес. - Б група, 4/0
- Слънчев бряг – 1999/ес. - В група, 10/1
- Сокол – 2000/пр. - В група, 15/2
- Сокол – 2000/ес. - В група, 12/1
- Автобил – 2001/пр. - В група, 4/0
- Ботев (Кч) – 2001/пр. - А ОФГ, 12/1